# ブランスフィールド島

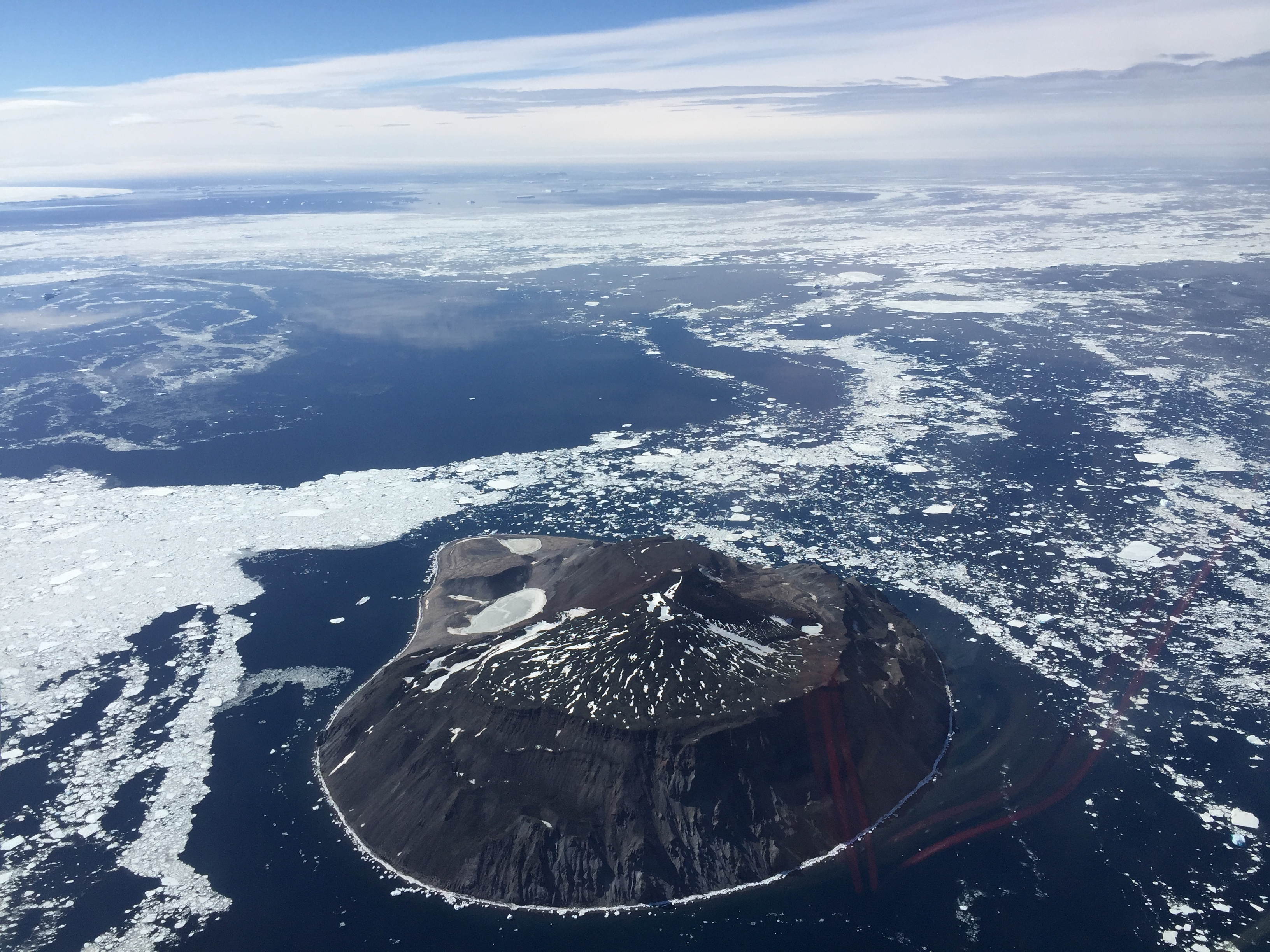
ブランスフィールド島

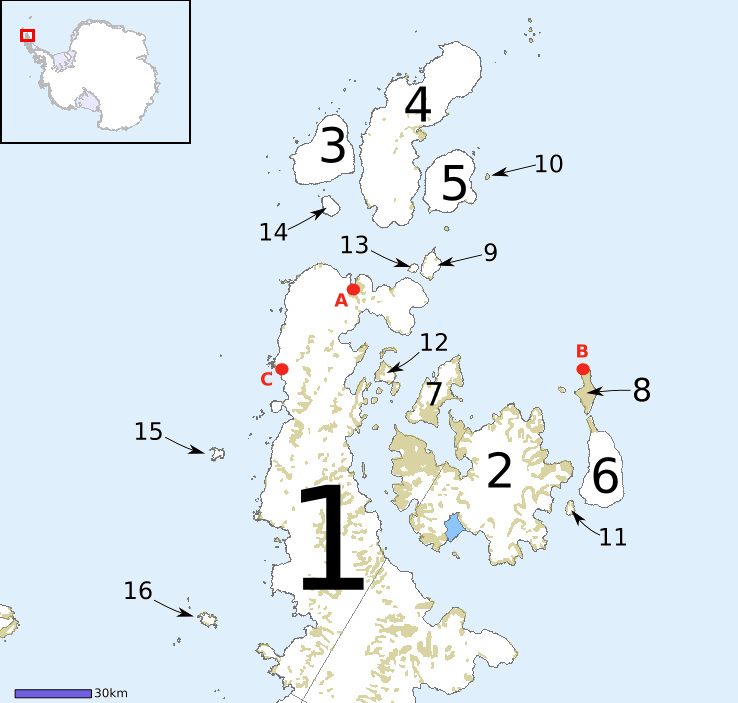
グレアムランド北部と周辺の島々
1 南極半島（トリニティ半島）、2 ジェイムズ・ロス島、3 デュルヴィル島、4 ジョインビル島、5 ダンディー島、6 スノー・ヒル島、7 ヴェガ島、8 シーモア島、9 アンダーソン島、10 ポーレット島、11 ロッキャー島、12 イーグル島、13 ヨナセン島、14 ブランスフィールド島、15 アストロラーベ島、16 タワー島

ブランスフィールド島（ブランスフィールドとう、英語: Bransfield Island）は、長さ約9kmで、南極半島北東端のデュルヴィル島の南西6kmに位置する島である。
1842年にジェイムズ・クラーク・ロスの率いるイギリスの探検隊が、ジョインヴィル諸島の西端の低地をイギリス海軍航海長エドワード・ブランスフィールドにちなんで「ブランスフィールド岬」と命名した。1947年のフォークランド諸島探検隊によって、この西端は独立した島であると発見された。
この島は、南アメリカ大陸に最も近いグレアムランドとして知られる南極半島周辺の島の1つである。